# نسبة بلاكستون

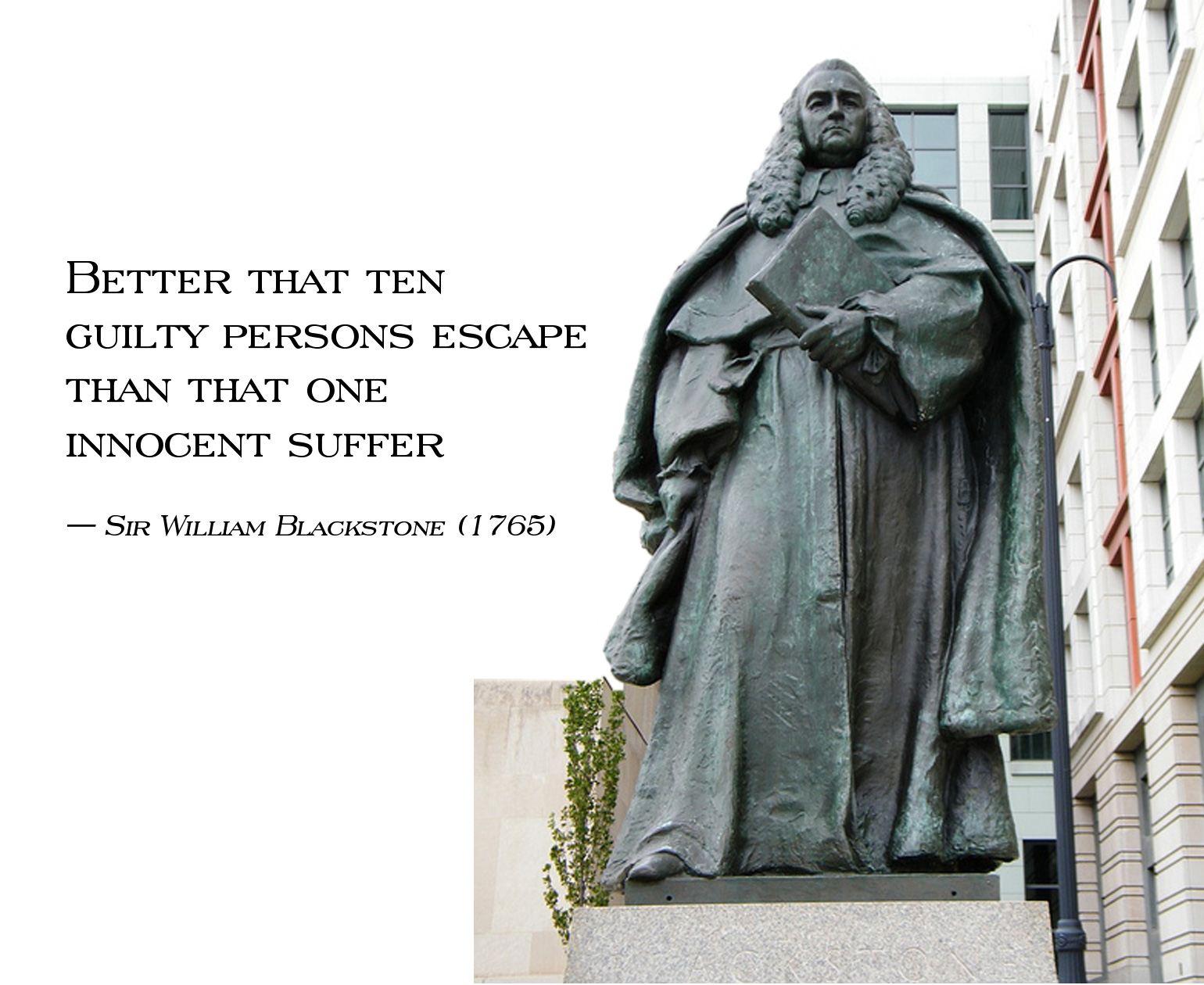
تمثال وليام بلاكستون صاحب فكرة «نسبة بلاكستون».

نسبة بلاكستون أو معادلة بلاكستون (بالإنجليزية: Blackstone's ratio)‏ هي قاعدة في القانون الجنائي تدور فكرتها حول:
هذه المعادلة عبّر عنها الفقيه والقاضي الإنجليزي وليام بلاكستون في كتابه القانون الشهير "التعليقات على قوانين إنجلترا" التي نُشرت في ستينيات القرن التاسع عشر.
أصبحت هذه الفكرة فيما بعد عنصراً أساسياً في التفكير القانوني في الدوائر القضائية ولا تزال موضوعا للنقاش، حيث هناك أيضا تاريخ سابق طويل من مشاعر مماثلة تعود إلى قرون سابقة حول مجموعة متنوعة من التقاليد القانونية، فهذه الرسالة أمدت على مفهوم أن الحكومة والمحاكم يجب أن تخطئ إلى جانب البراءة بقيت ثابتة.